# Giải bóng đá U-21 Quốc tế Báo Thanh Niên 2014
Giải bóng đá U21 Quốc tế báo Thanh niên 2014 được tổ chức lần thứ 8 diễn ra từ ngày 19 tháng 10 đến ngày 28 tháng 10 năm 2014 trên Sân vận động Cần Thơ tại Thành phố Cần Thơ, Việt Nam.

## Địa điểm thi đấu
Tất cả các trận đấu đều diễn ra trên Sân vận động Cần Thơ tại Thành phố Cần Thơ, Việt Nam.
| Cần Thơ              |
| -------------------- |
| Sân vận động Cần Thơ |
| Sức chứa: 60.000     |
|                      |

## Thành phần tham dự
Có 6 đội tham dự bao gồm:
| Số thứ tự | Đội bóng                    | Liên đoàn | Huấn luyện viên         | Đội trưởng           |
| --------- | --------------------------- | --------- | ----------------------- | -------------------- |
| 1         | U21 Báo Thanh niên Việt Nam | Việt Nam  | Phan Công Thìn          | Phạm Mạnh Hùng       |
| 2         | U21 Singapore               | Singapore | Robin Chitrakar         |                      |
| 3         | U21 Hoàng Anh Gia Lai       | Việt Nam  | Guillaume Graechen      | Nguyễn Công Phượng   |
| 4         | U21 Malaysia                | Malaysia  | Hassan Sazal Mohd Waras | Awang Kecik          |
| 5         | U21 Thái Lan                | Thái Lan  | Adul Rungruang          | Sanukran Thinjom     |
| 6         | U21 Sydney                  | Úc        | Steve Corica            | Blake William Powell |

## Vòng bảng
6 đội chia thành hai bảng đấu vòng tròn một lượt tính điểm chọn hai đội đầu mỗi bảng vào bán kết.
|  | Đội bóng đi tiếp vào vòng trong |  | Đội bóng bị loại ở vòng bảng |

Tất cả thời gian là giờ địa phương (UTC+7) tại nơi diễn ra trận đấu.

### Bảng A
| Đội tuyển | số trận | thắng | hoà | thua | bàn thắng | bàn thua | hiệu số | điểm |
| --------- | ------- | ----- | --- | ---- | --------- | -------- | ------- | ---- |
| Việt Nam  | 2       | 1     | 1   | 0    | 4         | 1        | +3      | 4    |
| Thái Lan  | 2       | 0     | 2   | 0    | 3         | 3        | 0       | 2    |
| Singapore | 2       | 0     | 1   | 1    | 2         | 5        | -3      | 1    |

| U21 Báo Thanh niên Việt Nam                                      | 3–0      | U21 Singapore  |
| ---------------------------------------------------------------- | -------- | -------------- |
| Phạm Mạnh Hùng 51' · Giang Trần Quách Tân 64' · Ngân Văn Đại 66' | Chi tiết | Bin Salleh 52' |

| U21 Singapore                           | 2–2      | U21 Thái Lan                                           |
| --------------------------------------- | -------- | ------------------------------------------------------ |
| Adam Bin Swandi 24' · Bin Hossain 90+2' | Chi tiết | Jakkapan Praisuwan 20' (ph.đ.) · Montree Promsawat 32' |

| U21 Báo Thanh niên Việt Nam | 1–1      | U21 Thái Lan              |
| --------------------------- | -------- | ------------------------- |
| Ngân Văn Đại 42'            | Chi tiết | Rangsiman Sruamprakum 11' |

### Bảng B
| Đội tuyển             | số trận | thắng | hoà | thua | bàn thắng | bàn thua | hiệu số | điểm |
| --------------------- | ------- | ----- | --- | ---- | --------- | -------- | ------- | ---- |
| Malaysia              | 2       | 1     | 0   | 1    | 3         | 3        | 0       | 3    |
| U21 Hoàng Anh Gia Lai | 2       | 1     | 0   | 1    | 3         | 3        | 0       | 3    |
| U21 Sydney FC         | 2       | 1     | 0   | 1    | 3         | 3        | 0       | 3    |

| U21 Sydney         | 1–2      | U21 Malaysia                           |
| ------------------ | -------- | -------------------------------------- |
| Anthony Mathew 20' | Chi tiết | Adam Nor Azlin 64' · Abdunloh Pula 85' |

| U21 Hoàng Anh Gia Lai         | 2–1      | U21 Malaysia    |
| ----------------------------- | -------- | --------------- |
| Nguyễn Phong Hồng Duy 9', 51' | Chi tiết | Admad Zamri 60' |

| U21 Sydney                                               | 2–1      | U21 Hoàng Anh Gia Lai |
| -------------------------------------------------------- | -------- | --------------------- |
| Lachian Scott 48' · Ksor Úc 86' (ph.l.n) · Darcy 91' 93' | Chi tiết | Nguyễn Văn Toàn 56'   |

## Đấu loại trực tiếp

### Tóm tắt
|  | Bán kết                   | Bán kết  |                       |       | Chung kết | Chung kết |
|  |                           |          |                       |       |           |           |
|  | 25 tháng 10               |          |                       |       |           |           |
|  |                           |          |                       |       |           |           |
|  | Việt Nam                  | 0 (3)    |                       |       |           |           |
|  | Việt Nam                  | 0 (3)    | 28 tháng 10           |       |           |           |
|  | U21 Hoàng Anh Gia Lai (p) | 0 (4)    |                       |       |           |           |
|  | U21 Hoàng Anh Gia Lai (p) | 0 (4)    | U21 Hoàng Anh Gia Lai | 3     |           |           |
|  | 26 tháng 10               |          | U21 Hoàng Anh Gia Lai | 3     |           |           |
|  |                           | Thái Lan | 0                     |       |           |           |
|  | Malaysia                  | Thái Lan | 0                     | 3 (2) |           |           |
|  | Malaysia                  |          |                       | 3 (2) |           |           |
|  | Thái Lan (p)              | 3 (4)    |                       |       |           |           |
|  | Thái Lan (p)              | 3 (4)    | Tranh hạng ba         |       |           |           |
|  |                           |          |                       |       |           |           |
|  | 28 tháng 10               |          |                       |       |           |           |
|  |                           |          |                       |       |           |           |
|  | Việt Nam                  | 2        |                       |       |           |           |
|  | Việt Nam                  | 2        |                       |       |           |           |
|  | Malaysia                  | 1        |                       |       |           |           |

### Tranh hạng 5
| U21 Sydney                                                                              | 4–0            | U21 Singapore          |
| --------------------------------------------------------------------------------------- | -------------- | ---------------------- |
| George Blackwood 17' · Bai Antoniou 23' · Lachian Scott 44' · Jonathan Grozdanovski 66' | Chi tiết Video | Christopher Huizen 10' |

### Bán kết
| U21 Báo Thanh niên Việt Nam                                        | 0–0      | U21 Hoàng Anh Gia Lai                                                                |
| ------------------------------------------------------------------ | -------- | ------------------------------------------------------------------------------------ |
|                                                                    | Chi tiết |                                                                                      |
| Loạt sút luân lưu                                                  |          |                                                                                      |
| Phạm Mạnh Hùng Đỗ Văn Thuận Hồ Tấn Tài Dương Ngọc Hào Trần Phi Sơn | 3–4      | Lê Văn Sơn Nguyễn Công Phượng Hoàng Thanh Tùng Trần Minh Vương Nguyễn Phong Hồng Duy |

| U21 Malaysia                                            | 3–3            | U21 Thái Lan                                                             |
| ------------------------------------------------------- | -------------- | ------------------------------------------------------------------------ |
| Nor Azlin 25' · Awang Kecik 28' (ph.đ.) · Mohd Saaz 60' | Chi tiết Video | Wuttichai Sooksen 78' · Montree Promsawat 79' · Boonkerd Chaiyasin 90+3' |
| Loạt sút luân lưu                                       |                |                                                                          |
|                                                         | 2–4            |                                                                          |

### Tranh hạng ba
| U21 Báo Thanh niên Việt Nam        | 2–1            | U21 Malaysia       |
| ---------------------------------- | -------------- | ------------------ |
| Trần Phi Sơn 55' · Hồ Tuấn Tài 78' | Chi tiết Video | Egene Selvaraj 46' |

### Chung kết
| U21 Hoàng Anh Gia Lai                          | 3–0            | U21 Thái Lan |
| ---------------------------------------------- | -------------- | ------------ |
| Lê Văn Sơn 17' · Nguyễn Công Phượng 76', 90+5' | Chi tiết Video |              |

## Kết quả chung cuộc
- Vô địch:  U21 Hoàng Anh Gia Lai.
- Hạng nhì:  U21 Thái Lan
- Hạng ba:  U21 Báo Thanh niên Việt Nam
- Giải phong cách:  U21 Malaysia
- Vua phá lưới:  Nguyễn Công Phượng, Nguyễn Phong Hồng Duy, Ngân Văn Đại;  Montree Promsawat;  Adam Nor Azlin;  Lachian Scott (2 bàn thắng)
- Thủ môn xuất sắc nhất:  Nguyễn Văn Công (U21 Báo Thanh niên Việt Nam)
- Cầu thủ xuất sắc nhất:  Nguyễn Tuấn Anh (U21 Hoàng Anh Gia Lai)